# Recurvirostra avosetta
L'avocetta comune (Recurvirostra avosetta Linnaeus, 1758) è un uccello della famiglia dei Recurvirostridi ampiamente diffuso in Africa ed Eurasia.

## Descrizione

### Dimensioni
Misura 42-45 cm di lunghezza, per 195-397 g di peso; il tarso ha una lunghezza di 85-98 mm nel maschio e 77-105 mm nella femmina. L'apertura alare è di 77-80 cm.

### Aspetto
È un uccello che si riconosce facilmente, essendo l'unica specie europea a presentare il becco, lungo poco meno di 10 centimetri, incurvato all'insù: per questa ragione l'avocetta viene anche chiamata «becco storto» o «becco a sciabola». Il piumaggio, in cui si alternano variamente il bianco e il nero, è assai elegante: nere sono la fronte, la cervice ed una fascia che si estende fino alla base del lato posteriore del collo, come pure il dorso e parte delle ali. Il becco è scuro, mentre tutto il resto del corpo è bianco. Le lunghe zampe sono invece color ardesia-bluastro e durante il volo sporgono all'indietro; infine le dita dei piedi sono palmate.

### Voce
Emette dei richiami nervosi e sonori che risuonano come dei kluit o dei klîp.

## Biologia

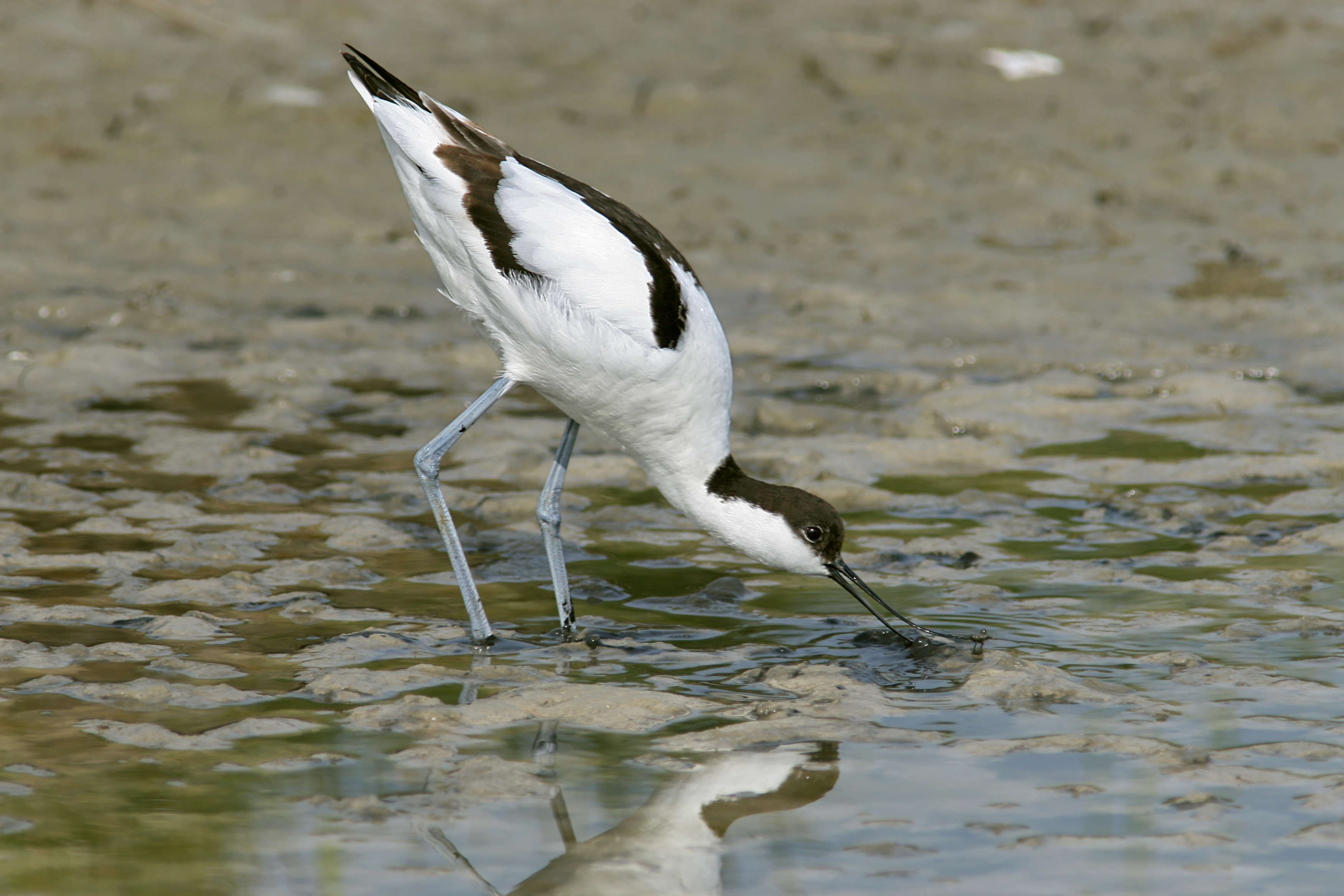
Avocetta in cerca di cibo.

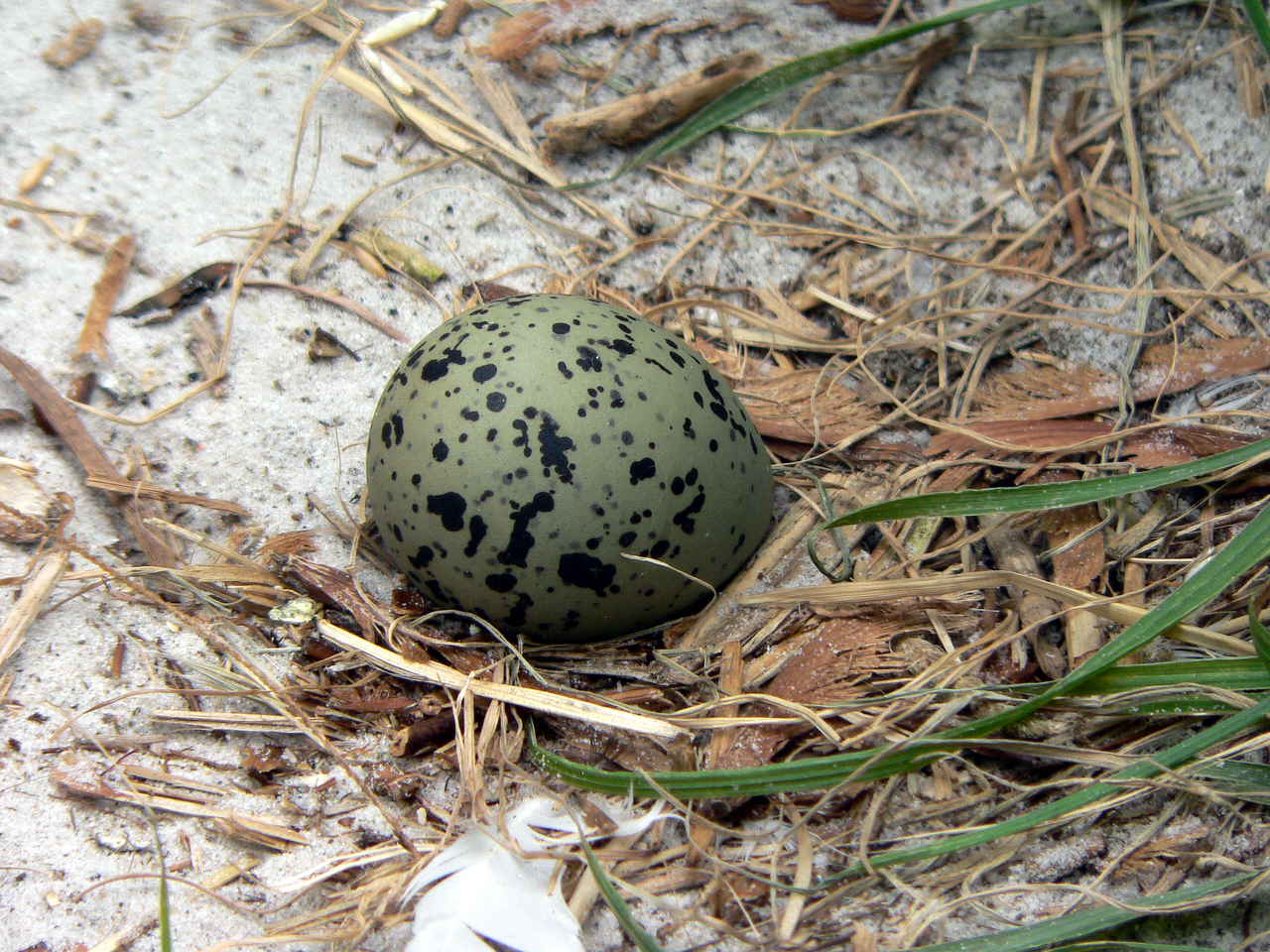
Uovo di avocetta.

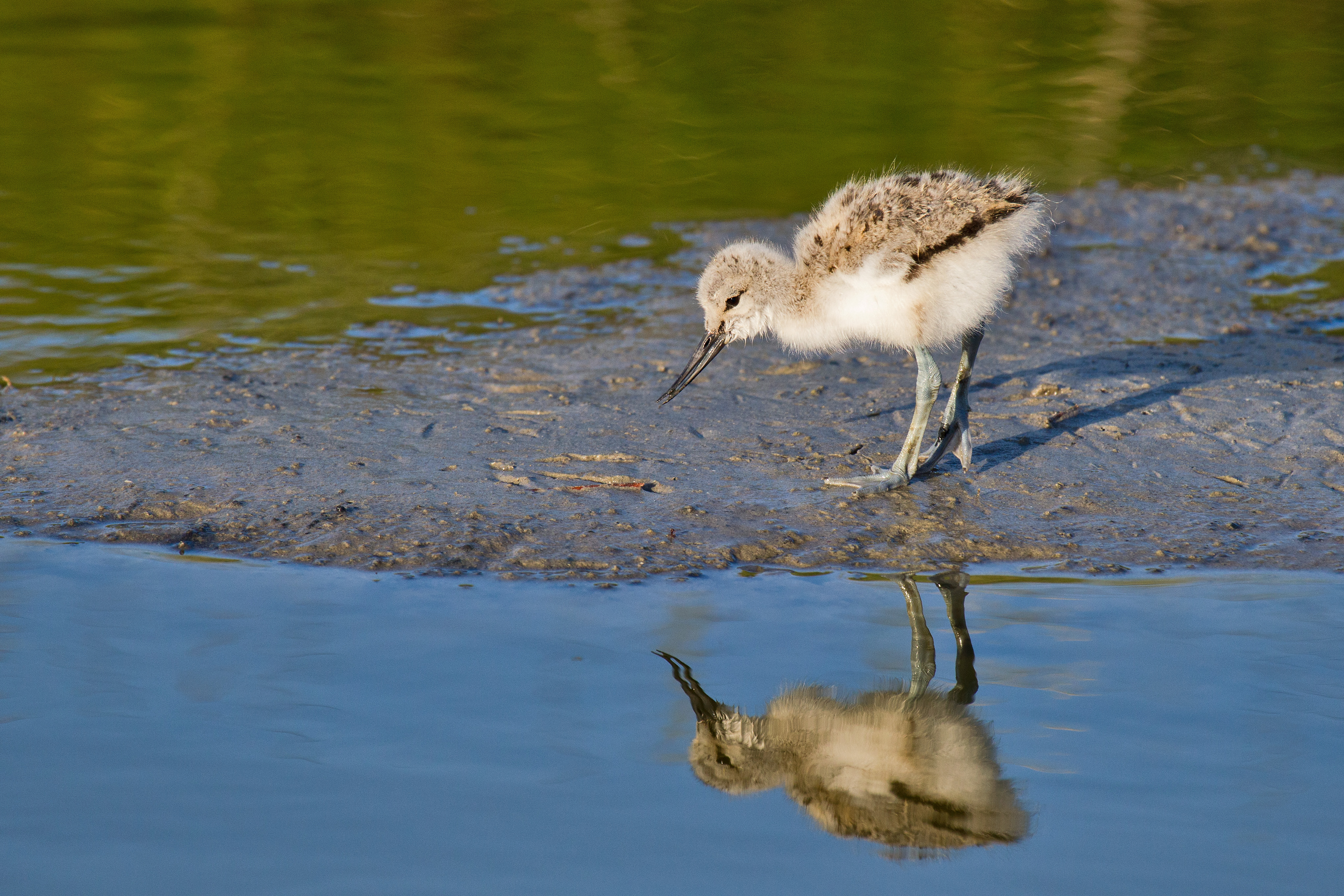
Un pulcino.

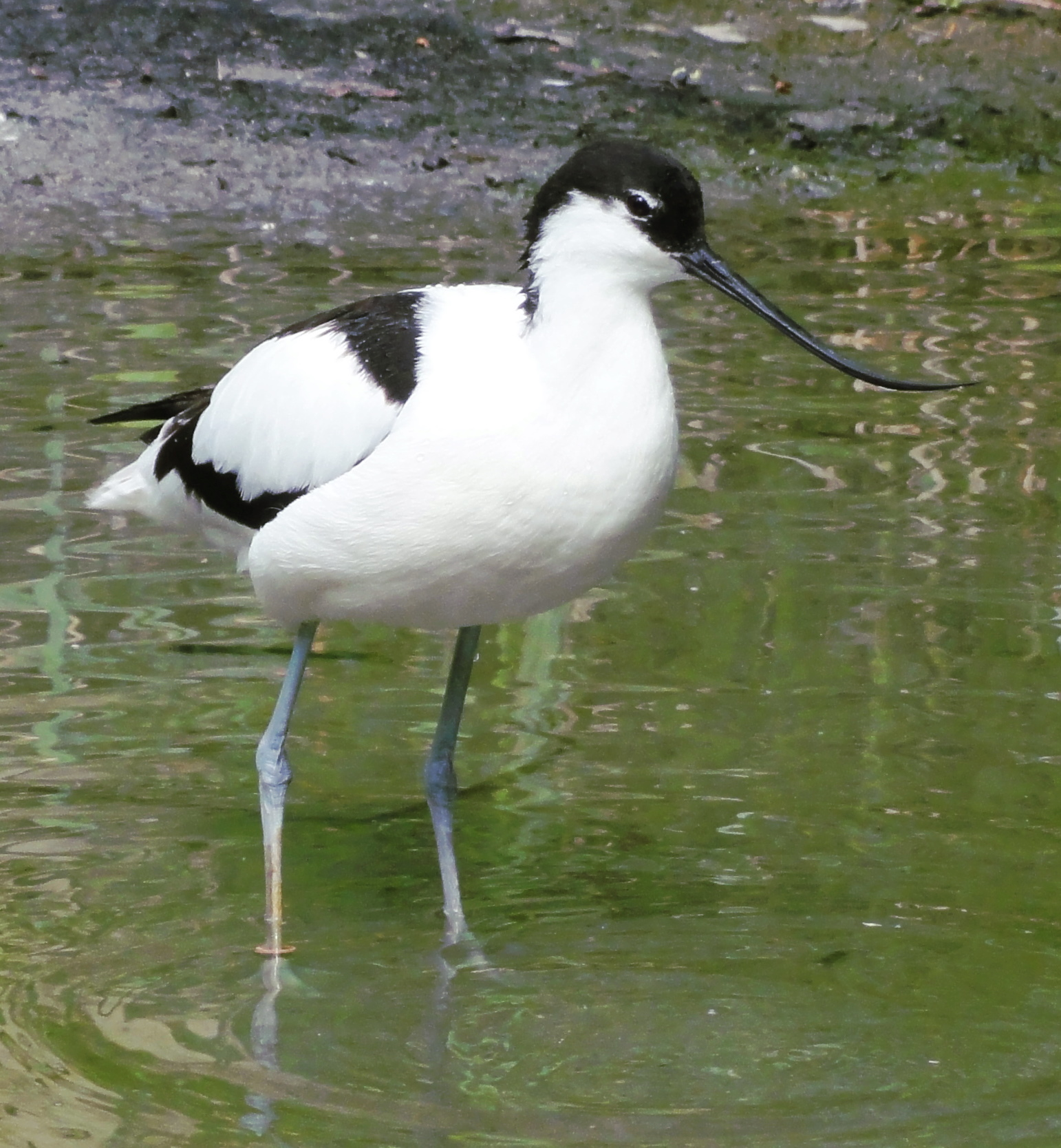
Un esemplare adulto.

Le avocette sono uccelli di riva. Nidificano in pianure fangose, lagune e saline intorno alla costa, e talvolta in zone meno saline. Fuori della stagione della riproduzione, i loro rifugi preferiti sono i banchi di sabbia ed i bassifondi, o le pianure intorno ai laghi e ai fiumi.
Durante il volo, contraggono leggermente il collo, cosicché appare relativamente corto. Le gambe si estendono ben oltre la coda. Il battito delle ali è rapido e regolare finché l'uccello non si posa a terra planando dolcemente. Dopo l'atterraggio spesso rimane per breve tempo con le ali spiegate.
Non è raro scorgere avocette solitarie. Sono però uccelli socievoli e spesso li si osserva in stormi di 20-30 capi. Il loro grido è un kluit musicale simile al flauto, usato anche come segnale di allarme, nel qual caso si ripete rapidamente.
L'avocetta è un uccello longevo che può raggiungere i 24 anni di età.

### Alimentazione
Il regime alimentare dei trampolieri dipende dalla forma del becco. Molti usano il becco lungo per sondare nel fango e nella sabbia lungo i margini dei mari in cerca di piccoli animali che vivono sotto la superficie. Il becco curvo delle avocette si adatta ad una fonte di alimentazione sia pur leggermente diversa. Si nutrono di piccoli crostacei, pesci e molluschi, nonché di semi ed altro materiale vegetale che galleggiano a riva. Vagano per i bassifondi con il becco sott'acqua, e l'estremità anteriore parallela alla superficie. In questa posizione gli uccelli si muovono in avanti, portando il becco da una parte all'altra lungo un arco di 50°.
È evidente che un uccello che abbia il becco diritto non sarebbe in grado di alimentarsi in questo modo. Di tanto in tanto, le avocette si alzano un istante per ingoiare il cibo catturato tenendo il becco leggermente aperto. In acque più profonde, esse nuotano tuffando la testa e tenendo la coda alzata come le anatre. Le avocette spesso si nutrono in gruppi camminando a gran passi a ranghi serrati. Se ne sono viste fino a 300 mentre stavano cibandosi insieme.

### Riproduzione
Verso la fine di marzo, le avocette giungono nei luoghi ove stabiliscono le colonie di nidificazione, cioè sulle rive melmose o sabbiose dei luoghi d'acqua, e danno inizio alla parata nuziale, maschio e femmina tuffando assieme il becco nell'acqua, scrollando poi alternativamente il piumaggio e accelerando sempre più i movimenti, finché esausta, la femmina, chinato il capo, accondiscende alle nozze e i due uccelli compiono una rapida corsa, l'uno verso l'altro. Di tanto in tanto, le coppie si riuniscono in gruppi, che, disponendosi in cerchio, effettuano tutti insieme una danza ritmica e armonica, dandosi grandi colpi di ali e di zampe ed emettendo nel contempo rauche grida di eccitazione; questi giochi battaglieri si protraggono per tutto il periodo della nidificazione. Il nido è preparato dal maschio che, ruotando su sé stesso e appoggiando il ventre sul terreno, ottiene una fossetta che poi fodera di alghe secche e di conchiglie. I nidi, la cui costruzione ha inizio generalmente in maggio, sono posti l'uno accanto all'altro in vaste colonie e le femmine vi depongono da 3 a 5 uova giallo-brunastre macchiettate di grigio, del diametro di 50 × 33 mm, che i componenti la coppia covano alternativamente per 22-25 giorni; i cambi di turno nella cova si effettuano attraverso un complicato cerimoniale fatto di inchini e di dondolamenti ritmici. I piccoli, che nascono ricoperti da un piumino brunastro e con il becco ancora corto e dritto, escono dal nido non appena il loro piumaggio si sia asciugato, condotti subito dai genitori lontano dalla colonia e addestrati alla caccia nell'acqua. In caso di pericolo, gli adulti si abbandonano a ogni sorta di possibili acrobazie allo scopo di stornare dalla prole l'attenzione del nemico. A 5-7 settimane di età, i giovani sono in grado di volare e si separano dagli adulti, ai quali, nondimeno, si riuniscono di nuovo allorché, alla fine di luglio, gli stormi si preparano a migrare verso sud.

## Distribuzione e habitat
L'avocetta comune vive in gran parte dell'Europa, e il suo areale prosegue nell'Asia occidentale e centrale fino alla Siberia sud-orientale e alla Manciuria, nel nord-est della Cina. Altre popolazioni sono presenti anche nel Maghreb, in Africa orientale e nella penisola indiana. I suoi quartieri invernali sono localizzati in una fascia di territorio che dalle regioni occidentali di Europa e Africa giunge fino al Medio Oriente e al subcontinente indiano. Le popolazioni che effettuano gli spostamenti più lunghi giungono fino al Myanmar e al Sud-est asiatico. I movimenti migratori hanno inizio nel periodo che va da agosto a ottobre. In autunno, è possibile osservare questi uccelli nei loro luoghi di transito tradizionali, come l'estuario del Tago, in Portogallo. Il ritorno ha luogo tra marzo e maggio. In questo periodo di tempo le avocette sostano sul banco di Arguin in Mauritania, dove sono più facili da osservare, nonostante il breve periodo di sosta, in quanto vi si radunano in stormi di diverse migliaia di individui.
L'avocetta comune nidifica in aree pianeggianti e aperte: si incontra generalmente in laghi salati poco profondi, lagune, bacini artificiali e spiagge, nonché negli estuari dove è presente un po' di vegetazione rada. In Afghanistan, è possibile trovarla fino a 3000 metri di altitudine. Al di fuori della stagione di nidificazione, la specie frequenta anche le distese di fango la cui superficie è battuta regolarmente dalle maree. Di tanto in tanto, si può osservare nei laghi d'acqua dolce lungo il corso dei fiumi. Talvolta, durante la stagione invernale, sembra apprezzare in particolar modo i campi coltivati, specialmente nei Paesi Bassi.

## Conservazione
La specie è minacciata principalmente dalla distruzione degli habitat di foraggiamento, di nidificazione e di svernamento a causa del prosciugamento e della bonifica di lagune salmastre e saline, dal disturbo nei siti di nidificazione e dal bracconaggio.
La IUCN la classifica come «specie a rischio minimo» (Least Concern). In Europa la popolazione viene stimata tra le 30 e le 55.000 coppie nidificanti. Paesi in cui è particolarmente numerosa sono la Danimarca, la Spagna, la Turchia e la Francia (16.000 coppie), ma anche il Portogallo, la Grecia e l'Italia. Dopo la riduzione del suo areale in Europa occidentale agli inizi del XX secolo, la specie non ha smesso di aumentare a partire dagli anni '40, ricolonizzando l'Inghilterra e la Svezia e annettendo il Belgio e la Norvegia alla sua zona di nidificazione. Le zone umide hanno subito gravi danneggiamenti a seguito dell'utilizzo degli insetticidi, ma fortunatamente l'avocetta è in grado di adattarsi anche ad habitat che hanno subito un certo abbassamento di qualità. Dal momento che il 90% delle avocette migratrici europee si concentra in meno di 10 siti, è assolutamente essenziale una protezione efficace di questi luoghi.